# RADIOSS
RADIOSSとは、Altair Engineering, Inc. より提供されるCAEソフトウェア（構造解析パッケージ）である。

## 経緯
1980年代より、製品安全への関心の高まりにより、CAEでは落下衝撃や衝突安全の解析ニーズが増大していた。これに対して、Nastranに代表される、陰解法有限要素法では、短時間かつ大規模な変形を追う解析には適していないことから、陽解法有限要素法ソルバを用いたCAEプログラムが使用されることとなり、当初は製造メーカーの研究部門や大学などの研究機関での開発プログラムが活用されていた。
1987年に陽解法の商用プログラムLS-DYNAが登場すると、自動車業界及び原子力関係業界を中心に急速に普及していった。このような状況で、フランスのMECALOG社では、1987年から宇宙航空分野を中心とする研究用にリリースしていた、陽解法有限要素法解析ソフトウェアRADIOSSを、1998年に商用ソフトウェアとしてリリースした。
その後の陽解法ソフトウェアの一般化により、RADIOSSは順調に販売を伸ばしたが、CAE用プリポスト・ソフトウェアHyperMeshをより大規模な管理ツールHyperWorksに組み替え、総合PLMソリューション企業への脱皮を図っていたAltair Engineering, Inc. により、MECALOG社は2006年に買収され、これ以降RADIOSSはHyperWorksソリューションの製品として販売されることとなった。

## 特徴
すでに市場では、LS-DYNA、Dytran、PAM-CRASHなどの陽解法CAEソフトウェアが登場し、市場を固めていたため、後発であったRADIOSSでは、これらから市場を奪うため、いくつかの工夫がなされていた。陽解法の解析では、エネルギーバランスを解く陰解法と異なり、運動方程式を解いていくことで運動現象や応力波伝播を再現するため、特定の節点に運動力が集中した場合には、その節点が現実にはあり得ないほど大きく移動してしまい、要素が無限に小さくなったり、要素の体積がマイナスとなることによる、計算エラーの発生の危険性があった。それまでの陽解法ソフトウェアでは、エネルギーバランスの監視を行うサブプログラムを走らせることなどで、この問題を抑制していたが、完全ではなかった。
RADIOSSではこの問題に対して、小ひずみオプションと呼ばれるアルゴリズムを開発した。このアルゴリズムでは、異常に小さくなった要素や、ひずみの大きい要素が発生すると、その要素の変形をその計算ステップ以降は停止する。こうすることで、大きなエラーをそれ以上ほかの要素へ影響を与えず、計算を続行することができるようになっている。このアルゴリズムでは、実際に発生している運動エネルギーを強制的に除去しているため、結果としての精度が下がるという問題はあったが、実際の企業内での研究開発では、完全な結果よりも開発の参考となる結果を早く出すことが求められていたため、エラーによる再計算を何度も繰り返す従来の陽解法ソフトウェアからRADIOSSに乗り換える動きもあった。
また、CAEでは歴史的経緯からも、そのユーザー数からも、Nastranが標準ソフトウェアとなっており、Nastran用に書かれた解析用コードを、他のCAEソフトウェアで利用する際の、コードの書き換えの発生は、Nastran以外のソフトウェアの新規の利用の障壁となっていた。RADIOSSでは、Nastranのコードを変換なしに直接読み込める機能を搭載することで、この作業の負荷を軽減し、ユーザーの増大を図っている。
しかし一方で、後発ソフトウェアであったため、要素モデルや材料モデルの開発では、先行の陽解法ソフトウェアに及ばず、この点での充実を課題としている。